# 張宏根
张宏根 (1935年11月27日—2003年11月25日)，出生于上海，是中华人民共和国第一代足球运动员，作为球员曾多次代表中国队出场并进球，退役后成为教练。

## 球员生涯
张宏根早年在华南队踢球。18岁时被中国队第一任主教练李凤楼选入国家队。在1957年的世界杯外围赛中，他打入中国队在该赛事上的第一球。然而中国队终因实力不济而未出线。时有“三张”之说：张宏根、张京天、张俊秀。他们三人成了当时中国队的顶梁柱。1958年张宏根被评为“全国十佳足球运动员”之首。

## 教练生涯
因为伤病困扰，张宏根不到30岁就不得不退役。贺龙、邓小平都为之惋惜。之后张宏根成为教练。他一度担任国家队教练，不过没有什么突出成绩。1985年他带队取得世界大学生运动会足球季军。在1994年中国足球职业化后的首届中国足球甲级A组联赛上，他带领大连万达队赢得了首届联赛冠军。1999年，他在担任成都五牛队教练时，因诊断为胃癌而辞职。

## 去世
因受胃癌病痛折磨，张宏根于2003年11月25日在北京逝世，当时正值最后一届甲A联赛第29轮（倒数第二轮，当时大连实德第30轮轮空）前。在第29轮比赛上，大连实德队全体队员佩戴黑纱表示哀悼，并以胜利向张宏根致敬。他的骨灰盒按他自己的要求，安葬于上海。

## 相关
1958年，越南发行了一套体育邮票，张宏根带球的形象被印在上面。这是中国运动员首次出现在其他国家的邮票上。后来，缅甸发行的一套邮票上同样出现了张宏根的形象。

## 外部连结
| 前任： 苏永舜 | 中国国家足球队主教练 1982年至1983年 | 繼任： 曾雪麟 |